# 補間法
補間法（ほかんほう、英:interpolation method）。内挿法ともいう。現時点での日本語 Wikipedia では「内挿」の方が記述が詳しいので、そちらを参照する方が良いであろう。
変数 x の関数 f(x) の形は未知であるが，ある間隔をおいた2つ以上の変数の値 x1，x2，…，xn に対する関数の値 f(x1)，f(x2)，…，f(xn) がわかっている場合，x1 と xn の間にある任意の x に対応する f(x) の値の近似値を求める方法を，補間法，または内挿法という。上の場合，x1 と xn の外側にある任意の x に対する f(x) の値の近似値を求める方法を，補外法，または外挿法 extrapolationという。